# واریومتر

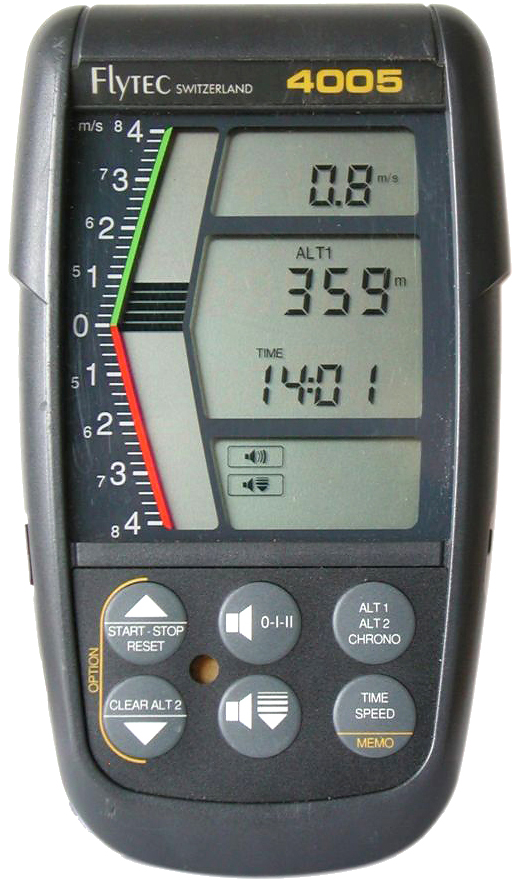
یک واریومتر برای پاراگلایدر, کایت و بالون

واریومتر(به فرانسوی: Variomètre) ابزاری است برای نشان دادن نرخ افزایش و کاهش ارتفاع یا به عبارتی نشان دادن سرعت عمودی در هواگرد که خلبان را از میزان افزایش یا کاهش آنی ارتفاع آگاه می‌سازد. یکای آن می‌تواند بر حسب گره، پا در دقیقه یا متر بر ثانیه باشد که بستگی به کشور و نوع هواگرد دارد.
در پرواز با هواگرد موتوردار خلبان پیوسته از این ابزار برای اطمینان از نگه داشتن ارتفاع مورد نظر استفاده می‌کند، به ویژهٔ در خلال انجام مانورهای چرخشی. در گلایدرها خلبان از این ابزار هنگام انجام پرواز معمولی بهره می‌برد که در این حالت واریومتر صدایی ایجاد می‌کند تا خلبان را از هوای بالارونده یا پایین رونده آگاه کند. برای گلایدرها معمولاً بیش از یک نوع واریومتر به کار می‌رود. نوع ساده‌تر نیازی به منبع نیروی بیرونی ندارد. نوع الکترونیکی آن که صوتی است هنگام پرواز نیاز به منبع نیرو دارد.